# Floors Castle
Floors Castle, dans le Roxburghshire, dans le sud-est de l'Écosse, est le siège du duc de Roxburghe. Malgré son nom, c'est une maison de domaine plutôt qu'une forteresse. Il est construit dans les années 1720 par l'architecte William Adam pour le duc John, incorporant peut-être une ancienne maison-tour. Au XIXe siècle, il est agrémenté de tourelles et de créneaux, conçus par William Playfair, pour le 6e duc de Roxburghe. Les étages ont la disposition commune du XVIIIe siècle d'un bloc principal avec deux ailes de service symétriques. Le château se dresse au bord de la rivière Tweed et surplombe les collines de Cheviot au sud.
Le château est maintenant un bâtiment classé de catégorie A et les terrains sont répertoriés dans l'Inventaire des jardins et des paysages conçus, la liste nationale des jardins importants en Écosse.

## Histoire

### Arrière-plan
La famille Ker, comtes et ducs de Roxburghe, possède des terres dans le Roxburghshire depuis le XIIe siècle. Leurs origines ne sont pas certaines, mais ils sont probablement de souche normande à l'origine. Depuis l'avènement de sir James Innes en tant que duc en 1812, ils utilisent le nom double "Innes-Ker".
On pense que le nom du château provient soit de "fleurs" (ou du français fleurs), soit des "étages", ou terrasses, sur lesquels le château est construit.

### Histoire ancienne
Bien que le château actuel manque de toutes les capacités défensives et ait été construit à une époque où les forteresses privées étaient devenues obsolètes dans les basses terres de l'Écosse, il y avait peut-être une maison-tour sur le site. Les maisons-tours, ou tours Pele, sont typiques des Scottish Borders. Jusqu'au début du XVIIe siècle, les terres frontalières anglo-écossaises, ou "Marches", sont un lieu de non-droit où les attaques de représailles sont courantes, et qui prennent souvent la forme de vols de bétail ou de meurtres, perpétrés par des bandes de Reivers. Floors se dresse également en face du site du château de Roxburgh, une importante forteresse médiévale où le roi Jacques II est tué lors d'un siège en 1460.
Les terres de Floors sont détenues par les moines de l'abbaye de Kelso, jusqu'à la Réforme, lorsqu'elles sont remises à Robert Ker de Cessford (1570 - 1650), plus tard le premier comte de Roxburghe, par le roi Jacques VI.

### La maison de campagne
John, comte de Roxburghe (1680 - 1741), joue un rôle dans la sécurisation de l'Union de l'Angleterre et de l'Écosse en 1707 et est récompensé en étant créé duc de Roxburghe. Il charge l'architecte écossais William Adam (1689 - 1748), père de Robert Adam, de concevoir un nouveau manoir incorporant l'ancienne maison-tour. Il est construit entre 1721 et 1726 et comprend un bloc uni, avec des tours à chaque coin. Des pavillons de chaque côté abritent des écuries et des cuisines.
Vers 1837, le 6e duc (1816 - 1879) charge l'architecte à la mode William Playfair de remodeler et de reconstruire le simple manoir géorgien dont il a hérité. La forme actuelle du bâtiment est le résultat du travail de Playfair et est dans un style similaire à ses bâtiments au Donaldson's College d'Édimbourg. En 1903, le duc Henry épouse l'héritière américaine Mary Goelet. Elle apporte avec elle de sa maison de Long Island un ensemble de tapisseries de la Manufacture des Gobelins, qui sont incorporées dans la salle de bal dans les années 1930, et ajoute à la collection plusieurs tableaux modernes de Walter Sickert et Henri Matisse, entre autres.

## Dans la culture populaire
Le château figure dans le film de 1984 Greystoke: La légende de Tarzan, le seigneur des singes et est également présent dans un épisode du Guide des grands domaines d'un aristocrate américain sur la chaîne Smithsonian, diffusé pour la première fois en 2020.

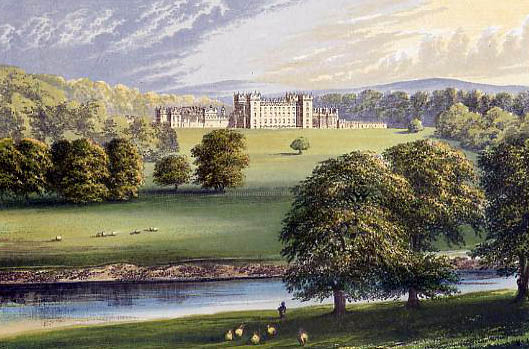
Floors Castle en 1880, vue sur la Tweed
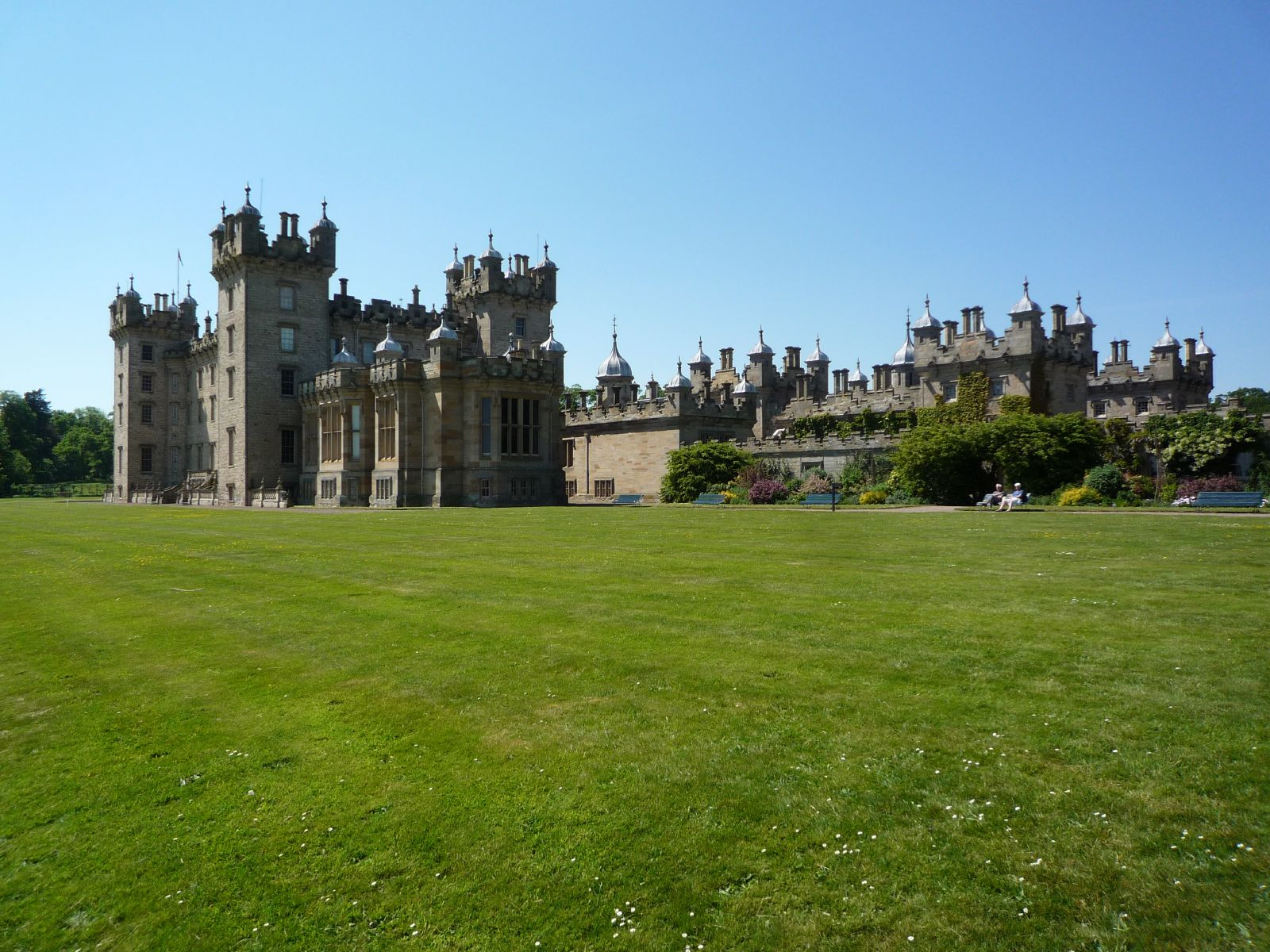
Floors Castle
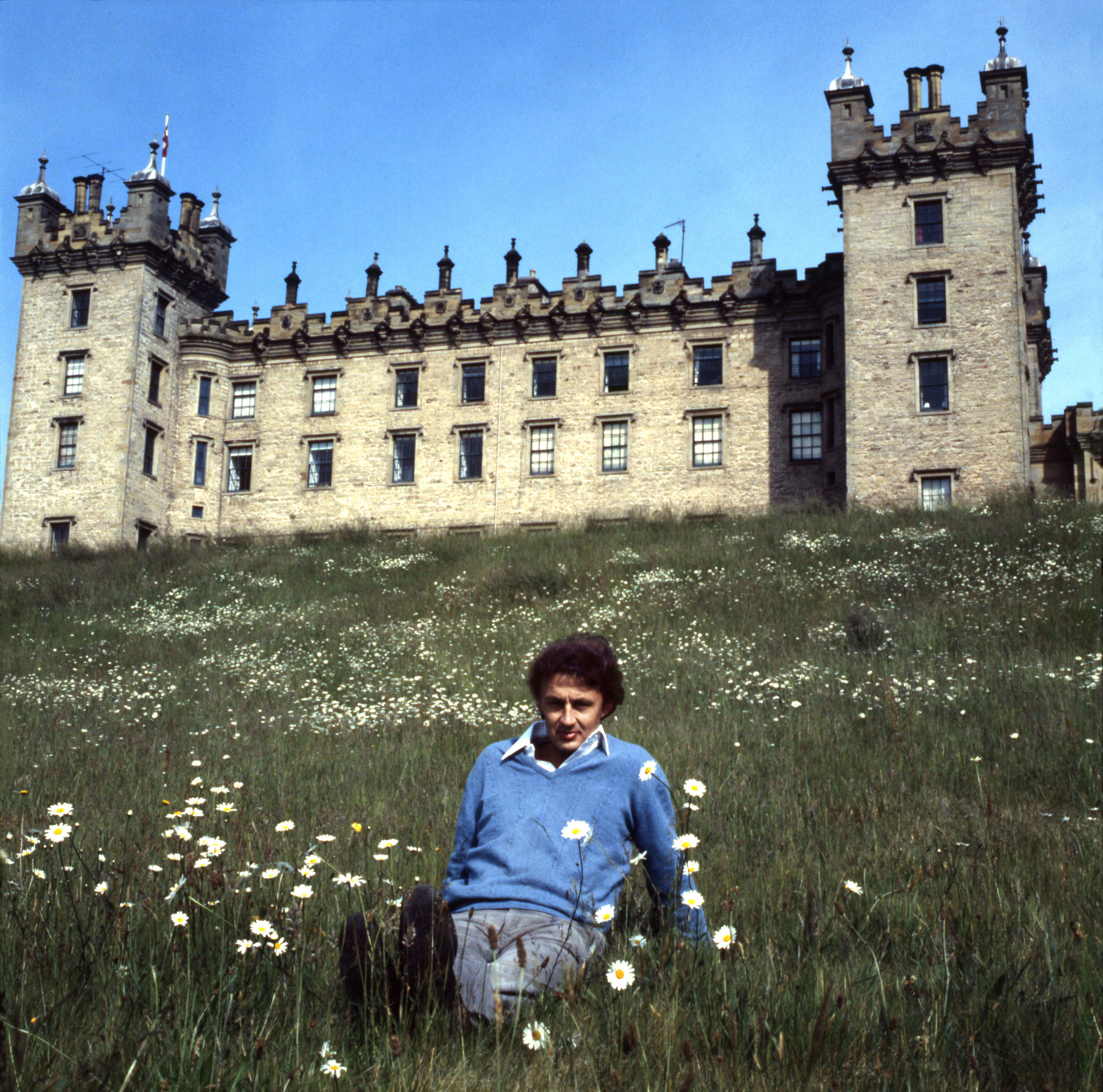
Guy, 10e duc de Roxburghe à l'extérieur du château de Floors, par Allan Warren